# Friedrich Ferdinand von Beust
Grof Friedrich Ferdinand von Beust, saški in pozneje avstrijski politik, * 13. januar 1809, Dresden; † 24. oktober 1886, Altenberg, Spodnja Avstrija.
V letih 1826-1830 je študiral pravo in državne znanosti na univerzah v Göttingenu in Berlinu. Po končanem študiju je vstopil v saško diplomatsko službo. Od leta 1849 je bil saški zunanji minister in je od 25. oktobra 1858 do 15. avgusta 1866 vodil tudi vlado. Bil je antagonist pruskega predsednika vlade Otta von Bismarcka in je Saško povezal z Avstrijo v avstrijski-pruski vojni leta 1866. Po porazu je odstopil in odšel v Avstrijo.
Od 30. oktobra 1866 do 8. novembra 1871 je bil avstrijski oziroma avstro-ogrski zunanji minister in od 7. februarja 1867 tudi predsednik vlade. Kot tak je odločilno prispeval k sprejemu nagodbe in k uveljavitvi dualizma.
Po zamenjavi na funkciji zunanjega ministra, nasledil ga je Gyula Andrássy, je bil do leta 1878 veleposlanik v Združenem kraljestvu in nato do leta 1882 v Franciji.

## Dela
- Erinnerungen zu Erinnerungen. Leipzig, 1881.
- Aus drei Viertel-Jahrhunderten. 2 zv., Stuttgart, 1887.